# Carlowrightia serpyllifolia
Carlowrightia serpyllifolia är en akantusväxtart som beskrevs av Asa Gray. Carlowrightia serpyllifolia ingår i släktet Carlowrightia och familjen akantusväxter. Inga underarter finns listade i Catalogue of Life.